# Gymnopholus lichenifer
Gymnopholus lichenifer  (лат.) — вид мелких жуков-долгоносиков  рода Gymnopholus из подсемейства Entiminae семейства Curculionidae (Eupholini, Coleoptera). Эндемик острова Новая Гвинея.

## Распространение
Встречаются на острове Новая Гвинея на высотах выше 900 м.

## Описание
Среднего размера нелетающие жуки-долгоносики. Длина тела 2—3 см; чёрные или буровато-чёрные, основания бёдер красновато-коричневые. Проторакс сужается в верхнебоковой части. Надкрылья субпараллельные по бокам. Характерны для тропических влажных и горных лесов. Взрослые жуки питаются листьями молодых деревьев. Растения хозяева представлены следующими видами: Elaeocarpus trichophyllus (Elaeocarpaceae), Nothofagus grandis (Fagaceae), Evodia sp. (Euodia, Rutaceae), Eurya cf. meizophylla (Theaceae). Характерен симбиотический рост некоторых растений, водорослей, лишайников, мхов и грибов на поверхности кутикулы на пронотуме и в различных частях модифицированных надкрылий. Там же найдены орибатидные клещи. Взрослые жуки обнаруживаются передвигающимися на ветвях и листьях деревьев, а также по земле. В случае опасности жук принимает позу угрозы: приподнимает переднюю часть тела, встаёт на средние и задние ноги, а передними ногами помахивает в воздухе. Иногда покачивает рострумом (хоботком) вверх и вниз. При продолжении конфронтации жук падает с дерева на землю.
Вид Gymnopholus lichenifer стал исчезающим и занесён в Список жесткокрылых, занесённых в Красный список угрожаемых видов МСОП.

## Систематика
Вид был впервые описан в 1966 году и включён в состав подрода Symbiopholus Gressitt, 1966 американским энтомологом Линсли Гресситтом (J. Linsley Gressitt; Гонолулу, Гавайи, США; 1914—1982). большинство авторов включают вид Gymnopholus lichenifer в трибу Eupholini (в составе подсемейства Entiminae).